# Arche Agglo
Arche Agglo ou formellement Communauté d’agglomération d’Ardèche en Hermitage (anciennement nommée Communauté d'agglomération Hermitage-Tournonais-Herbasse-Pays de Saint Félicien) est une communauté d'agglomération française, située dans les départements de l'Ardèche et de la Drôme en région Auvergne-Rhône-Alpes.
Elle est née de la fusion entre la communauté de communes de l'Ardèche Pays de Saint-Félicien, la communauté de communes de la Drôme Pays de l'Herbasse et la communauté de communes déjà interdépartementale Hermitage-Tournonais. Avec plus de 50 000 habitants, la structure adopte le statut de communauté d'agglomération.

## Historique
Les projets de schéma départemental de coopération intercommunale (SDCI) de l'Ardèche et de la Drôme, dévoilés en octobre 2015, proposaient le maintien de la structure intercommunale en l'état, aussi bien côté ardéchois que drômois.
Au 1er janvier 2017, à la suite de l'adoption des deux SDCI fin mars 2016, le périmètre de la communauté de communes Hermitage-Tournonais s'est élargi à la communauté de communes du Pays de l'Herbasse, après dépôt d'un amendement par le président de cette structure intercommunale, et à la communauté de communes du Pays de Saint-Félicien.
La nouvelle structure intercommunale comptant plus de 50 000 habitants et l'aire urbaine de Tournon-sur-Rhône regroupant plus de 15 000 habitants, elle est devenue la troisième communauté d'agglomération de l'Ardèche, et se nomme Arche Agglo.

## Territoire communautaire

### Composition
La communauté d'agglomération est composée des 41 communes suivantes :

| Nom                        | Code Insee | Gentilé           | Superficie (km2) | Population (dernière pop. légale) | Densité (hab./km2) |
| -------------------------- | ---------- | ----------------- | ---------------- | --------------------------------- | ------------------ |
| Mauves (siège)             | 07152      | Malvinois         | 7,05             | 1 192 (2022)                      | 169                |
| Arlebosc                   | 07014      | Arleboscois       | 12,35            | 361 (2022)                        | 29                 |
| Arthémonay                 | 26014      | Arthémonois       | 5,7              | 615 (2022)                        | 108                |
| Bathernay                  | 26028      | Baternois         | 5,71             | 223 (2022)                        | 39                 |
| Beaumont-Monteux           | 26038      | Beaumontais       | 13,37            | 1 379 (2022)                      | 103                |
| Boucieu-le-Roi             | 07040      | Boucicois         | 8,94             | 247 (2022)                        | 28                 |
| Bozas                      | 07039      |                   | 12,5             | 256 (2022)                        | 20                 |
| Bren                       | 26061      | Brennois          | 11,03            | 680 (2022)                        | 62                 |
| Chanos-Curson              | 26071      | Chanos-Cursonnais | 8,18             | 1 177 (2022)                      | 144                |
| Chantemerle-les-Blés       | 26072      | Chantemerlois     | 15,39            | 1 342 (2022)                      | 87                 |
| Charmes-sur-l'Herbasse     | 26077      | Charmois          | 12,84            | 823 (2022)                        | 64                 |
| Chavannes                  | 26092      | Chavannais        | 4,67             | 770 (2022)                        | 165                |
| Cheminas                   | 07063      |                   | 9,39             | 413 (2022)                        | 44                 |
| Colombier-le-Jeune         | 07068      | Colombinois       | 15,14            | 566 (2022)                        | 37                 |
| Colombier-le-Vieux         | 07069      |                   | 15,49            | 677 (2022)                        | 44                 |
| Crozes-Hermitage           | 26110      | Crozois           | 5,48             | 653 (2022)                        | 119                |
| Érôme                      | 26119      | Érômains          | 7,33             | 835 (2022)                        | 114                |
| Étables                    | 07086      |                   | 15,7             | 979 (2022)                        | 62                 |
| Gervans                    | 26380      | Gervandois        | 3,28             | 545 (2022)                        | 166                |
| Glun                       | 07097      | Glunois           | 7,56             | 686 (2022)                        | 91                 |
| Larnage                    | 26156      | Larnageois        | 9,08             | 1 029 (2022)                      | 113                |
| Lemps                      | 07140      | Lempsois          | 12,18            | 798 (2022)                        | 66                 |
| Margès                     | 26174      | Margessois        | 9,79             | 1 076 (2022)                      | 110                |
| Marsaz                     | 26177      | Marsaziens        | 8,95             | 690 (2022)                        | 77                 |
| Mercurol-Veaunes           | 26179      |                   | 25,01            | 2 828 (2022)                      | 113                |
| Montchenu                  | 26194      | Montchaniards     | 16,15            | 600 (2022)                        | 37                 |
| Pailharès                  | 07170      | Pailherous        | 19,69            | 288 (2022)                        | 15                 |
| Plats                      | 07177      | Platous           | 16,25            | 836 (2022)                        | 51                 |
| Pont-de-l'Isère            | 26250      | Pont d'Isérois    | 10,09            | 3 683 (2022)                      | 365                |
| La Roche-de-Glun           | 26271      | Rochelains        | 12,79            | 3 579 (2022)                      | 280                |
| Saint-Barthélemy-le-Plain  | 07217      | Saint-Barthinois  | 19,08            | 859 (2022)                        | 45                 |
| Saint-Donat-sur-l'Herbasse | 26301      | Donatiens         | 19,52            | 4 224 (2022)                      | 216                |
| Saint-Félicien             | 07236      | San-Farcios       | 21,44            | 1 114 (2022)                      | 52                 |
| Saint-Jean-de-Muzols       | 07245      | Muzolais          | 10,68            | 2 499 (2022)                      | 234                |
| Saint-Victor               | 07301      |                   | 31,88            | 961 (2022)                        | 30                 |
| Sécheras                   | 07312      | Saccaratois       | 7,26             | 517 (2022)                        | 71                 |
| Serves-sur-Rhône           | 26341      | Servois           | 6,49             | 737 (2022)                        | 114                |
| Tain-l'Hermitage           | 26347      | Tainois           | 4,85             | 5 890 (2022)                      | 1 214              |
| Tournon-sur-Rhône          | 07324      | Tournonais        | 21,01            | 11 302 (2022)                     | 538                |
| Vaudevant                  | 07335      | Vaudavins         | 12,46            | 218 (2022)                        | 17                 |
| Vion                       | 07345      | Vionnais          | 6,21             | 932 (2022)                        | 150                |

### Démographie
| 1968   | 1975   | 1982   | 1990   | 1999   | 2009   | 2014   | 2020   |
| ------ | ------ | ------ | ------ | ------ | ------ | ------ | ------ |
| 35 615 | 36 494 | 40 571 | 44 476 | 47 388 | 54 249 | 56 428 | 58 331 |

## Administration

### Siège
La communauté de communes a son siège à Mauves, 3, rue des Condamines.

### Conseil communautaire
Depuis les élections municipales de mars 2020, le conseil communautaire est composé de 70 membres, dont la répartition est la suivante :
| Nombre de délégués | Communes                           |
| ------------------ | ---------------------------------- |
| 12                 | Tournon-sur-Rhône                  |
| 7                  | Tain-l'Hermitage                   |
| 5                  | Saint-Donat-sur-Herbasse           |
| 4                  | Pont-de-l'Isère                    |
| 3                  | Mercurol-Veaunes, La Roche-de-Glun |
| 2                  | Saint-Jean-de-Muzols               |
| 1 (+ 1 suppléant)  | Autres communes                    |

### Présidence
| Période         | Période  | Identité         | Étiquette | Qualité                    |
| --------------- | -------- | ---------------- | --------- | -------------------------- |
| 10 janvier 2017 | En cours | Frédéric Sausset | LR        | maire de Tournon-sur-Rhône |

### Régime fiscal et budget
Le régime fiscal de la communauté d'agglomération est la fiscalité professionnelle unique (FPU).

## Projets et réalisations
L'agglomération réalise, en partenariat avec d'autres collectivités territoriales :
- une MJC/Centre Social, à Tain-l'Hermitage, livré le 2 juillet 2019 pour un coût de 2,8 millions d'euros[Off 1] ;
- un collège à Saint-Donat-sur-l'Herbasse, géré par le département de la Drôme. Prévu pour accueillir 650 élèves au lieu de 400, ce projet, d'un montant de 27,1 millions d'euros dont deux millions de l'agglomération, ouvrira à la rentrée 2021[Off 2].

### Sources
- « Hermitage-Tournonais Communauté de Communes (No SIREN : 200041044) », Base nationale sur l'intercommunalité, sur banatic.interieur.gouv.fr, Direction générale des collectivités locales (consulté le 5 avril 2016).